# Sultanato di Malacca
Il Sultanato di Malacca è uno stato pre-coloniale sorto nel territorio dell'attuale città di Malacca (Malaysia) intorno al 1402 per opera del principe malese-hindu in esilio e originario di Palembang di nome Parameswara. All'apice del potere nel XV secolo, la sua capitale divenne uno dei più importanti entrepôts del tempo, con un territorio che si estendeva su quasi tutta la penisola malese, le isole Riau e una porzione significativa della costa settentrionale di Sumatra, nell'odierna Indonesia.
Essendo un vivace porto commerciale internazionale, Malacca divenne il caposaldo da cui iniziò ad irradiarsi in tutta la regione dell'arcipelago malese la diffusione della religione islamica, della letteratura e delle arti malesi. La situazione preannunciò l'età dell'oro dei sultanati malesi nell'arcipelago, un'epoca in cui il malese il malese classico divenne la lingua franca del sudest asiatico marittimo e la scrittura Jawi divenne il principale mezzo di scambio culturale, religioso e intellettuale. Fu attraverso questi sviluppi intellettuali, spirituali e culturali che l'era malacense vide l'inculturazione di un'identità malese, la maleseizzazione della regione e la successiva formazione di un Alam Melayu.
Dopo un periodo di ricchezza e di conquiste territoriali, il sultanato divenne oggetto delle mire espansionistiche del Portogallo che ne invase il territorio nel 1511 ponendo fine a questo stato molto importante per la storia religiosa e politica di questa regione. L'ultimo sultano, Mahmud Shah, fu costretto a ritirarsi verso le periferie del suo impero, dove la sua progenie diede vita a due nuove dinastie regnanti, i Johor e i Perak. L'eredità politica e culturale del sultanato rimane fino ad oggi. Nei secoli successivi, Malacca fu ritenuta un esempio di civiltà malese e musulmana; stabilì sistemi di commercio, diplomazia e governance che persistettero fino al XIX secolo, e introdusse concetti culturali quali il daulat - una nozione di sovranità distintamente malese - che continua a plasmare la comprensione contemporanea della regalità malese. La caduta di Malacca andò a beneficio del Brunei quando i suoi porti divennero un nuovo punto di partenza per il commercio nella regione e il regno emerse come un nuovo impero musulmano nell'arcipelago malese, attirando molti commercianti musulmani che fuggirono dall'occupazione portoghese dopo la conversione del Brunei all'Islam.

## Storia

### Fondazione e primi sovrani
Una serie di incursioni lanciate dall'impero Chola nell'XI secolo indebolì quello che un tempo era il glorioso impero di Srivijaya. Alla fine del XIII secolo, il regno ormai frammentato, catturò le attenzioni del re giavanese espansionista Kertanegara di Singhasari. Nel 1275, quest'ultimo ordinò a una spedizione militare di invadere Sumatra. Nel 1288, le forze di spedizione riuscirono a saccheggiare con successo le regioni di Jambi e Palembang e misero in ginocchio il Malayu Dharmasraya, lo stato successore di Srivijaya. Nel 1293 a Singhasari successe Majapahit.
Secondo il Sejarah Melayu (ovvero Annali malesi), una fonte storica in malese di notevole pregio, in quanto contiene una genealogia dei sovrani malesi fino alla conquista portoghese, il sultanato venne fondato dal principe Parameswara. La sua ascesa deriva a sua volta dagli avvicendamenti avvenuti negli anni prima nella regione. Secondo gli annali, un principe di Palembang chiamato Seri Teri Buana, che rivendicava di essere un discendente di Alessandro Magno, si spostò verso Temasek nel 1299. Gli Orang Laut, un popolo di nomadi marini nativo della regione, riconosciuti per la propria lealtà a Srivijaya, lo nominarono re di un nuovo regno chiamato Singapura. Nel XIV secolo, Singapura si sviluppò in concomitanza con l'era della Pax mongolica e ascese da piccolo avamposto commerciale a centro del commercio internazionale con forti legami con la dinastia Yuan.
Costui era figlio del principe Rana Wira Kerma, raja del piccolo regno di Temasek (l'antico nome di Singapore), il quale, costretto all'esilio dall'esercito del regno rivale di Majapahit nel 1401, giunse nei pressi prima alle foci del fiume Seletar e poi nel territorio dell'attuale cittadina malese di Muar.
Spostatosi più a settentrione, nel 1402 Parameswara fondò la città di Malacca, che divenne il perno del suo futuro regno. Grazie alla sua abilità politica, il nuovo sovrano trasformò un insignificante villaggio di pescatori in un nodo commerciale tra i più importanti della regione, controllando gran parte delle rotte marittime dello stretto di Malacca. L'ascesa del sultanato come potenza marittima e commerciale fu possibile anche grazie all'alleanza stretta con l'Impero cinese che lo stesso Parameswara visitò personalmente nel 1405 e nel 1411. Nel 1414 Parameswara sposò una principessa proveniente dall'allora potente stato musulmano di Pasai, ed assunse il titolo di pascià ed un nuovo nome, ovvero quello di Megat Iskandar Shah (reclamando, cosa comune nei sovrani di questa epoca, la propria discendenza dal grande re macedone Alessandro Magno), ma, cosa più importante, su richiesta del sovrano di Pasai, si convertì all'islam.
In quello stesso anno Parameswara morì lasciando il regno a suo figlio, Megat Iskandar, che governò fino al 1424; di questo secondo sultano di Malacca esistono ben poche notizie, ed alcuni studiosi di storia malese sostengono addirittura che non sia mai esistito. Alla sua morte, nel 1424 gli successe suo figlio che regnò con il nome di Muhammad Shah (noto anche come Raja Tengah) che governò fino al 1444. Con l'avvento del quarto monarca, Abu Syahid vennero alla luce le prime tensioni di natura religiosa tra i tradizionalisti malesi di fede hindu e la nascente religione islamica in piena espansione tra le popolazioni di origine tamil. Le cronache narrano che costui si facesse portavoce della reazione hindu, e che per questo venne assassinato nel 1445, forse a causa di una cospirazione organizzata dal proprio Bendahara (Primo Ministro) Tun Ali, di fede islamica.

### L'epoca d'oro del Sultanato
Fu però con il quinto sovrano del Sultanato di Malacca, Muzaffar Shah di Malacca, fratellastro del precedente sovrano, che questo regno vive la sua epoca più florida. In stretta collaborazione con il suo Bendahara, Tun Perak, suo cognato e uomo di grande coraggio e intelligenza diplomatica, Muzaffar Shah intraprese una imponente campagna di espansione territoriale, verso nord, conquistando le regioni di Kedah e di Pahang, allora in mano thailandese. Forti di queste prime vittorie, le flotte navali di Malacca, sotto la guida dell'ammiraglio (laksamana) Hang Tuah, considerato ancora oggigiorno eroe nazionale, conquistò le regioni di Johor e Muar e quelle di Jambi, Siak e di Pasai sull'isola di Sumatra, ottenendo così il pieno controllo territoriale e commerciale dello stretto di Malacca. Con l'avvento di Masur Shah continuò l'espansione territoriale del Sultanato, con la conquista di territori nella penisola malese, in particolare di Selangor, del territorio di Manjung e delle isole di Rupat e Bintan; tuttavia la conquista territoriale più importante fu quella della regione di Pahang, conquistata per ordine di Tun Perak, per assicurarsi la difesa del territorio del Sultanato da possibili minacce provenienti da oriente. Fu sotto questo sovrano che si verificò una straordinaria diffusione dell'islam nel territorio malese, forse anche per il fatto che parte della sua politica nei confronti dei territori conquistati era costringerli ad adottare l'Islam come religione ufficiale. Masur Shah stesso fu un grande studioso del sufismo e conobbe i testi del grande poeta e religioso persiano Qotb al-Din Shirazi.

### Invasione portoghese
Purtroppo, però, non tutto poteva essere rose e fiori per il sultanato. Con l'arrivo del XV secolo, l'Europa aveva sviluppato un insaziabile appetito per le spezie, il cui commercio era monopolizzato dalla repubblica di Venezia tramite una sofisticata rotta commerciale che passava per l'Arabia e l'India, che a sua volta collegava la sua fonte fino alle Isole delle Spezie tramite Malacca. Quando Giovanni II ascese al trono del Portogallo nel 1481, una delle sue prime decisioni fu rompere questa catena e controllare il commercio delle spezie direttamente alla fonte, il che portò a una notevole espansione marittima da parte dei lusitani, di cui Vasco da Gama fu pioniere, fino alle coste orientali dell'India, con il risultato che fu fondata la roccaforte portoghese a Calcutta.
Anni dopo, sotto Manuele I, un fidalgo di nome Diogo Lopes de Sequeira fu incaricato di controllare i potenziali commerciali nel Madagascar e a Malacca. Egli arrivò a Malacca stessa il 1º agosto 1509, con una lettera da parte del re e l'incarico di fondare un rapporto commerciale con Malacca. I musulmani Tamil, ora potenti nella corte di Malacca e amici col Bendahara Tun Mutahir, erano ostili nei confronti dei portoghesi cristiani, e i mercanti Gujarati, anche loro musulmani, che avevano conosciuto i portoghesi in India, predicarono una guerra santa contro questi "infedeli". Sfortunatamente, a causa dei dissensi tra Mahmud Shah e Tun Mutahir, fu ordito un complotto per uccidere de Sequeira, imprigionare i suoi uomini e catturare la flotta portoghese ancora ancorata al fiume Malacca. De Sequeira fu costretto a fuggire, lasciando la maggior parte del suo equipaggio nelle mani dei Malacca, che li catturarono.
Intanto, la posizione dei Portoghesi in India fu consolidata con l'arrivo del nuovo viceré Alfonso de Albuquerque, che conquistò Goa nel 1510. Dopo averla rifondata come base navale e quartier generale orientale dei Portoghesi, Albuquerque decise di prendere Malacca, e nel mese di aprile del 1511 partì da Goa con 18 navi e 1400 uomini, comprendenti truppe portoghesi e ausiliari indiani. Al loro arrivo a Malacca, i portoghesi non attaccarono subito, ma iniziarono invece delle trattative per la restituzione dei prigionieri, intanto che trovavano una qualsiasi informazione significativa sulla Fortezza di Malacca. Il sultano respinse ogni trattativa, credendosi in grado di resistere all'assalto portoghese, che avvenne tre mesi dopo, il 25 luglio dello stesso anno. Dopo molti tentativi falliti, i portoghesi corruppero un membro dell'interno della fortezza per farsi una breccia. La porta principale fu quindi aperta, permettendo ai portoghesi di attraversarla: l'attacco colse i Malacca impreparati, e l'invasione ebbe fine il 24 agosto, dopo quasi un mese di assedio, alla fine del quale ogni resistenza fu sterminata. Prima che i Portoghesi iniziassero a saccheggiare la città e il palazzo, il Sultano Mahmud Shah si era già ritirato.

## Lista dei sovrani
| Sultano                     | Regno               |
| --------------------------- | ------------------- |
| Parameswara (Iskandar Shah) | 1400–1414           |
| Megat Iskandar Shah         | 1414–1424           |
| Muhammad Shah               | 1424–1444           |
| Abu Syahid                  | 1444–1446           |
| Muzaffar Shah               | 1445–1459           |
| Mansur Shah                 | 1459–1477           |
| Alauddin Riayat Shah        | 1477–1488           |
| Mahmud Shah                 | 1488–1511 1513–1528 |
| Ahmad Shah                  | 1511–1513           |